# Bagisara obscura
Bagisara obscura är en fjärilsart som beskrevs av George Francis Hampson 1910. Bagisara obscura ingår i släktet Bagisara och familjen nattflyn. Inga underarter finns listade i Catalogue of Life.